# Thành phố buồn
"Thành phố buồn" là một bài hát thuộc thể loại nhạc vàng được sáng tác bởi nhạc sĩ Lam Phương vào năm 1970. Bài hát lấy bối cảnh một chuyến công tác và trình diễn tại thành phố Đà Lạt, khi cảm xúc của ông đã dâng lên cùng với khung cảnh đồi núi, sương mù của Đà Lạt. Bài hát đã được Chế Linh thu âm lần đầu tiên, và sau đó ca khúc trở nên nổi tiếng ở Việt Nam Cộng hòa. Bài hát được nhiều người đón nhận, xuất bản lên đến hàng trăm nghìn bảng và giúp nhạc sĩ Lam Phương thu về khoảng 432 nghìn USD tiền tác quyền lúc bấy giờ.
Sau năm 1975, ca khúc không được phép lưu hành tại Việt Nam thống nhất vì bị cho là "ủy mị". Đến năm 2008, ca khúc đã được cấp phép lưu hành trở lại tại nước này và Đàm Vĩnh Hưng đã thể hiện trong album "Dạ khúc cho tình nhân 2 – Qua cơn mê". Ca khúc cũng đã được nhiều ca sĩ khác thể hiện thành công, được các thí sinh thể hiện trong các cuộc thi hát và được coi là một trong những sáng tác tiêu biểu của nhạc sĩ Lam Phương.

## Hoàn cảnh sáng tác
Theo nhạc sĩ Lam Phương, vào năm 1970, ông cùng ban văn nghệ Hoa Tình Thương của quân đội lên Đà Lạt biểu diễn. Ông nhận ra vẻ trầm lặng của thành phố chập chùng đồi núi, sương mù bao quanh sườn dốc quanh co, ngoài ra bản thân ông cũng cảm thấy nỗi cô đơn tràn ngập trong lòng. Theo báo Công an nhân dân, thời điểm đó ông phải xa người tình thứ ba là Hạnh Dung. Chính những nỗi lòng này là nguồn cảm hứng để ông sáng tác "Thành phố buồn". Sau khi về Sài Gòn, Lam Phương đem xuất bản tờ nhạc và lập tức bán rất chạy, thu lời tiền bản quyền gần 12 triệu đồng tiền Việt Nam Cộng hòa, tương đương khoảng 432 nghìn USD. Bài hát được xem là một kỷ lục xuất bản nhạc lúc đó.
Người thể hiện đầu tiên và thành công nhất Thành phố buồn là ca sĩ Chế Linh. Ông thu âm ca khúc trong băng nhạc của hãng Dĩa Hát Việt Nam, được Đài phát thanh Đà Lạt phát sóng đầu tiên, bài hát sau đó được đưa vào vở Phi vụ cuối cùng của nhóm kịch Túy Hồng và phát trên Đài Truyền hình Sài Gòn.

## Đón nhận và phổ biến
Theo kịch gia Thanh Thủy, sau khi vở này được công chiếu, người dân đã săn tìm tờ in bài hát; trong khi Chế Linh cho biết nhạc sĩ Lam Phương đã in 100 nghìn bản trong lần phát hành đầu tiên, nhanh chóng được bán hết, và những đợt sau nhạc sĩ đã in đến từ 200 đến 300 nghìn tờ nhạc. Vào Tết Nguyên đán năm 1971, Chế Linh đã được gia đình Lam Phương tặng 500 nghìn đồng (tiền Việt Nam Cộng hòa) nhờ lan tỏa thành công ca khúc, số tiền được cho là lớn ở thời điểm bấy giờ. Nhiều khán giả sau này đã yêu cầu Lam Phương viết "Thành phố buổn 2", nhưng nhạc sĩ đổ bệnh, và khi Chế Linh đến thăm, ông đã xin phép tác giả viết bài hát khác và được khán giả đặt tên là "Thành phố buồn hơn".
Sau sự kiện 30 tháng 4 năm 1975, bài hát bị liệt vào danh sách bài hát cấm lưu hành của chính quyền mới do có nội dung "ủy mị". Năm 2008, bài hát này và một sáng tác của Lam Phương là "Phút cuối" chính thức được lưu hành trở lại tại Việt Nam trong album Dạ khúc cho tình nhân 2 – Qua cơn mê của Đàm Vĩnh Hưng. Ngoài Chế Linh và Đàm Vĩnh Hưng, nhiều ca sĩ khác đã thể hiện ca khúc này như Trường Vũ, Phi Nhung, Mạnh Quỳnh, Ngọc Sơn, Thủy Tiên,... Một số thí sinh đã lựa chọn ca khúc "Thành phố buồn" trong các cuộc thi hát. Trong chương trình Giọng hát Việt 2017, ca khúc từng gây tranh cãi khi một thí sinh thể hiện, được cả bốn giám khảo lựa chọn, dù giám đốc âm nhạc chương trình là Hồ Hoài Anh từng tuyên bố trước chương trình là "không nhận thí sinh hát bolero".
Năm 2017, một liveshow với chủ đề "Lam Phương Tuyệt phẩm – Thành phố buồn" tôn vinh các ca khúc của Lam Phương đã diễn ra tại Hà Nội.

## Tiết tấu và lời ca
Theo nhà báo Minh Đức, bài hát viết theo điệu slow rock. Bài hát được viết trên giọng thứ, nhịp 4/4.
Trong tờ nhạc xuất bản năm 1970, Lam Phương viết có câu: "Trốn phong ba, em làm dâu nhà người". Tuy nhiên, hầu hết các ca sĩ đều hát nhầm thành "chốn phong ba". Nhạc sĩ Lam Phương cũng đã lên tiếng khẳng định là "trốn phong ba" mới là chính xác, chứ không phải "chốn phong ba".